# 安哥拉國家男子籃球隊

安哥拉國家男子籃球隊是一支代表安哥拉出戰各項國際賽事的籃球隊。為非洲頂尖的球隊。

## 國際比賽
安哥拉參加過許多國際比賽，包括1992年夏季奧林匹克運動會、1996年夏季奧林匹克運動會、2000年夏季奧林匹克運動會、2002年世界籃球錦標賽、2004年夏季奧林匹克運動會和2006年世界籃球錦標賽

## 奧運成績
- 1992: 第10名
- 1996: 第11名
- 2000: 第12名
- 2004: 第12名
- 2008: 第12名

## 世錦賽成績
- 1986年世界籃球錦標賽: 第20名
- 1990年世界籃球錦標賽: 第13名
- 1994年世界籃球錦標賽: 第16名
- 2002年世界籃球錦標賽: 第11名
- 2006年世界籃球錦標賽: 第10名
- 2010年世界籃球錦標賽: 第15名
- 2014年世界盃籃球賽: 第17名
- 2019年世界盃籃球賽: 第27名
- 2023年世界盃籃球賽: 第26名

## 非洲籃球錦標賽成績
| - 聯合阿拉伯共和國 1962 : 未參加 - 摩洛哥 1964 : 未參加 - 突尼西亞 1965 : 未參加 - 摩洛哥 1968 : 未參加 - 聯合阿拉伯共和國 1970 : 未參加 - 塞內加爾 1972 : 未參加 - 中非共和國 1974 : 未參加 - 埃及 1975 : 未參加 - 塞內加爾 1978 : 未參加 | - 摩洛哥 1980 : 第七名 - 索馬利亞 1981 : 第八名 - 埃及 1983 : 第二名 - 象牙海岸 1985 : 第二名 - 突尼西亞 1987 : 第三名 - 安哥拉 1989 : 冠軍 - 埃及 1992 : 冠軍 - 肯亞 1993 : 冠軍 | - 阿爾及利亞 1995 : 冠軍 - 塞內加爾 1997 : 第三名 - 安哥拉 1999 : 冠軍 - 摩洛哥 2001 : 冠軍 - 埃及 2003 : 冠軍 - 阿爾及利亞 2005 : 冠軍 - 安哥拉 2007 : 冠軍 - 利比亞 2009 : 冠軍 |

## 外部連結
- 官方網站
- FIBA頁面 （页面存档备份，存于）

1. ↑  . FIBA. 2025年2月25日  [2025年2月25日].